# Mușchi occipitofrontal
Mușchiul occipitofrontal (latină: musculus occipitofrontalis) este un mușchi plat, digastric, format dintr-o burtă occipitală care se inseră pe linia nucală supremă a osului occipital și o burtă frontală care se termină pe pielea frunții și sprâncenelor. Cele două sunt conectate printr-o aponevroză tendinoasă, galea aponeurotica.

## Structură

### Burta occipitală
Burta occipitală (latină: venter occipitalis), subțire și de formă patrulateră, își are inserția pe linia nucală supremă a osului occipital și pe procesul mastoidian al osului temporal. Se termină pe galea aponeurotica și pe fața posteromedială a pavilionului urechii.

### Burta frontală
Burta frontală (latină: venter frontalis) este subțire, de formă patrulateră și intim aderentă la fascia superficială. Aceasta este mai largă decât burta occipitală. Ea nu are inserții osoase. Fibrele sale mediale continuă cu cele ale procerusului, cele mijlocii cu ale mușchiului corugator al sprâncenei, iar cele laterale cu ale mușchiului orbicular al ochiului.

## Inervație
Inervația occipitalului este dată de ramura auriculară posterioară a nervului facial, iar cea a frontalului de ramurile temporale ale nervului facial.

## Vascularizație
Burta occipitală este vascularizată de arterele occipitală și auriculară posterioară, ramuri ale arterei carotide externe. Burta frontală primește sânge de la ramurile supraorbitală și supratrohleară ale arterei oftalmice.

## Acțiuni
La om, occipitofrontalul servește doar pentru expresii faciale. Frontalul ridică sprâncenele și pielea peste rădăcina nasului și, în același timp, trage scalpul înainte. Occipitalul trage scalpul înapoi. La maimuță, capul nu este echilibrat pe coloana vertebrală și, astfel, maimuța are nevoie de mușchi puternici care să tragă înapoi craniul și creste supraorbitale proeminente pentru atașarea acestor mușchi.